# Incendies de 2015 en Californie

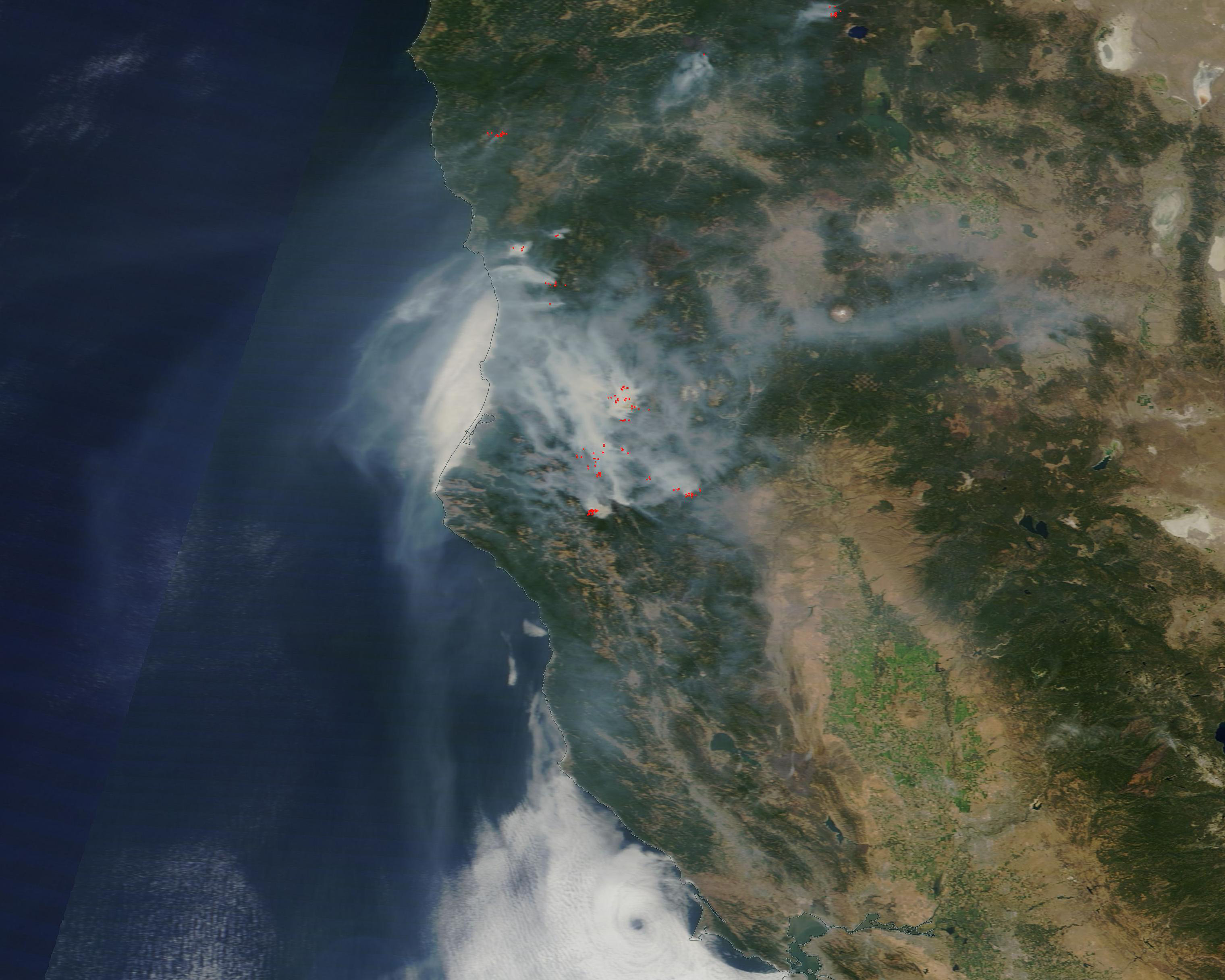
Fumée issue des incendies de Californie, le 17 août 2015.

Les incendies de 2015 en Californie sont une série de feux de forêts ayant lieu en Californie en 2015. Au 12 septembre 2015, le California Department of Forestry and Fire Protection a recensé le chiffre record de 5 225 feux ayant brûlé 882 kilomètres carrés (217 827 acres).
Le 11 septembre, lorsque le Butte Fire s'est déclaré dans les comtés d'Amador et de Calaveras, le Gouverneur Jerry Brown a déclaré l'état d'urgence.

## Saison des incendies
Le National Interagency Fire Center a signalé à la mi-août que la saison des incendies avait été la plus destructrice depuis 2011. Un total de 24 519 km2 (6 058 694 acres) avait brûlé aux États-Unis, ce qui est à peu près le triple du total pour la même période en 2014. À la fin du mois d'août la saison 2015 a dépassé les 10 dernières années avec 31 669 km2 (7 825 559 acres) brûlés.

## Morts
La saison s'est également avérée être l'une des plus meurtrières pour les pompiers qui luttent contre les incendies dans l'État. Un membre de l'United States Forest Service du Dakota du Sud est mort le 31 juillet à la suite d'une intoxication au monoxyde de carbone tout en luttant contre l'incendie Frog Fire dans la forêt nationale de Modoc. Un deuxième pompier a été tué le 8 août par la chute d'un arbre tout en luttant contre l'incendie Sierra Fire au sud de Echo Summit. Une femme handicapée de 72 ans a été tuée à son domicile par le Valley Fire. Deux civils sont également morts dans l'incendie Butte survenu le 9 septembre.

## Incendies
| Nom                | Comté           | km2    | Date de départ    | Date de fin       | Actif?  | Notes                                                                                          | Ref    |
| ------------------ | --------------- | ------ | ----------------- | ----------------- | ------- | ---------------------------------------------------------------------------------------------- | ------ |
| Round              | Inyo            | 28,3   | 6 février 2015    | 12 février 2015   | Terminé |                                                                                                | [ 2 ]  |
| Highway            | Riverside       | 4,2    | 18 avril 2015     | 24 avril 2015     | Terminé |                                                                                                | [ 3 ]  |
| Lake               | San Bernardino  | 126,9  | 17 juin 2015      | 1er août 2015     | Terminé |                                                                                                | [ 4 ]  |
| Park Hill          | San Luis Obispo | 7,2    | 20 juin 2015      | 24 juin 2015      | Terminé |                                                                                                | [ 5 ]  |
| North              | San Bernardino  | 17,19  | 17 juillet 2015   | 21 juillet 2015   | Terminé | 7 maisons et 44 véhicules détruits                                                             | [ 6 ]  |
| Rough              | Fresno          | 613,59 | 31 juillet 2015   | 5 novembre 2015   | Terminé |                                                                                                | [ 7 ]  |
| Frog               | Lassen          | 19,6   | 30 juillet 2015   | 20 août 2015      | Terminé | 1 pompier tué                                                                                  | [ 8 ]  |
| Humboldt Lightning | Humboldt        | 19,7   | 30 juillet 2015   | 19 août 2015      | Terminé |                                                                                                | [ 9 ]  |
| Mad River Complex  | Humboldt        | 295,9  | 30 juillet 2015   | 13 septembre 2015 | Terminé |                                                                                                | [ 10 ] |
| Dodge              | Lassen          | 42,7   | 3 août 2015       | 17 août 2015      | Terminé |                                                                                                | [ 11 ] |
| Wragg              | Napa            | 32,5   | 22 juillet 2015   | 6 août 2015       | Terminé |                                                                                                | [ 12 ] |
| Rocky              | Lake            | 281    | 29 juillet 2015   | 14 août 2015      | Terminé |                                                                                                | [ 13 ] |
| Fork Complex       | Shasta          | 147,7  | 30 juillet 2015   | 3 novembre 2015   | Terminé |                                                                                                | [ 14 ] |
| River Complex      | Trinity         | 311,9  | 30 juillet 2015   | 29 octobre 2015   | Terminé |                                                                                                | [ 15 ] |
| Gasquet            | Del Norte       | 122,8  | 3 août 2015       | 15 octobre 2015   | Terminé |                                                                                                | [ 16 ] |
| Jerusalem          | Lake et Napa    | 101,6  | 9 août 2015       | 25 août 2015      | Terminé |                                                                                                | [ 17 ] |
| Cabin              | Glendora        | 6,9    | 14 août 2015      | 20 novembre 2015  | Terminé | 10 blessures mineures et 5 structures détruites                                                | [ 18 ] |
| Cuesta             | San Luis Obispo | 9,8    | 16 août 2015      | 28 août 2015      | Terminé |                                                                                                | [ 19 ] |
| Tesla              | Alameda         | 10,9   | 19 août 2015      | 22 août 2015      | Terminé |                                                                                                | [ 20 ] |
| Butte              | Amador          | 286,7  | 9 septembre 2015  | 1er octobre 2015  | Terminé | 2 civil tués, 1 blessé; 475 résidences et 343 dépendances détruites, 45 structures endommagées | [ 21 ] |
| Valley             | Lake            | 307,8  | 12 septembre 2015 | 6 octobre 2015    | Terminé | 4 civil tué, 4 pompiers blessés; 1958 structures détruites, 93 endommagées.                    | [ 22 ] |
| Tassajara          | Monterey        | 4,39   | 19 septembre 2015 | 27 septembre 2015 | Terminé | 1 civil tué; 12 résidences et 8 dépendances détruites, 1 résidence endommagée                  | [ 23 ] |